# 緬因州同性婚姻

虹色缅因州地图

2012年11月6日緬因州选民公投以53%对47%批准同性婚姻，法律在2012年12月29日生效。缅因州，马里兰州和华盛顿州成为美国首次由民众投票批准同性婚姻合法化的州，此前都是由法院或立法机关推动合法。

## 2009年公投
2009年5月6日，缅因州州议会参众两院曾经通过一项允许同性婚姻的法案，州长签署了法案，原定于当年9月生效。但赶在法律生效之前，一些反对法案的团体征集到了法定数量的签名，将同性婚姻议题定为公投议题之一，使得有关法案暂停生效。11月3日的全民投票否决了同性婚姻法案。

## 公众态度变化
2011年3月进行的一项调查显示缅因州的选民中，47％支持同性婚姻合法化，45％反对，8％不确定。
2011年5月由Goodwin Simon进行的民意调查显示缅因州的选民中有53％赞成同性婚姻合法化，39％反对。
2011年10月的调查发现在缅因州的选民中，51％认为同性婚姻应该合法化，42％认为不应该合法，8％不确定。同样的调查发现，82％的受访者支持在法律上承认同性伴侣，46％支持同性婚姻，36％支持民事结合，17％反对一切法律上形式上对同性结合的认可，1％不确定。
2012年3月的调查发现在缅因州的选民中，有54％支持同性婚姻合法化，而41％反对，5％不确定。
根据2012年3月31日和4月2日在缅因州资源中心进行的一项调查显示，58.2％的登记选民的支持同性伴侣结婚，39.9％反对。
2012年9月的调查发现在缅因州的选民中，有52％支持同性婚姻合法化，40％反对，8％不确定。
2012年11月的调查发现在缅因州的选民中，有53％支持同性婚姻合法化，42％反对，5％不确定。